# Sarcoporia
Sarcoporia är ett släkte av svampar. Sarcoporia ingår i familjen Polyporaceae, ordningen Polyporales, klassen Agaricomycetes, divisionen basidiesvampar och riket svampar.
Släktet innehåller bara arten Sarcoporia polyspora.